# Melodije morja in sonca 1994
XVII. Melodije morja in sonca (Koper '94) so potekale 7., 15. in 16. julija 1994 v Novi Gorici in Kopru. Festival je obsegal tri večere:
- mednarodni tekmovalni večer (četrtek, 7. julij, Nova Gorica)
- večer mladih (petek, 15. julij, Titov trg v Kopru)
- slovenski tekmovalni večer (sobota, 16. julij, Titov trg v Kopru)

## Slovenski tekmovalni večer
Slovenski tekmovalni večer je potekal v soboto, 16. julija, na Titovem trgu (oder je bil postavljen pred Loggio). Vodila sta ga Lorella Flego (ki je nadomestila Bruno Alessio) in Mišo Zaletel. Predstavilo se je 14 novih skladb (na razpis jih je prispelo 95), kot gostje pa so nastopili Danilo Kocjančič & Prijatelji (Tulio Furlanič, Janez Zmazek, Matjaž Jelen, Tomo Jurak, Deja Mušič in Mia Žnidarič).
| #   | Izvajalec            | Naslov pesmi            | Avtor glasbe         | Avtor besedila                             | Avtor aranžmaja             |
| --- | -------------------- | ----------------------- | -------------------- | ------------------------------------------ | --------------------------- |
| 1.  | Faraoni              | Mi ljudje smo kot morje | Enzo Hrovatin        | Miša Čermak                                | Faraoni                     |
| 2.  | Napoleon             | Morska ptica            | Aleš Čadež           | Miha Merlak                                | Aleš Čadež                  |
| 3.  | Irena Vrčkovnik      | Sirena                  | Oto Pestner          | Dare Hering                                | Oto Pestner                 |
| 4.  | Panda                | V novi dan              | Andrej Pompe         | Andrej Pompe, Suzana Werbole, Vlado Pirc   | Andrej Pompe                |
| 5.  | Victory              | Poletne mačke           | Aleš Čadež           | Aleš Čadež, S. Žnidaršič, Boštjan Zupančič | Aleš Čadež                  |
| 6.  | Dominik Kozarič      | Brez nje                | Dominik Kozarič      | Dominik Kozarič                            | Sašo Fajon                  |
| 7.  | Majda Arh            | Oprosti mi              | Majda Arh            | Majda Arh                                  | Bor Zuljan                  |
| 8.  | Janez Bončina - Benč | Abraham                 | Janez Bončina - Benč | Janez Bončina - Benč                       | Primož Grašič               |
| 9.  | Michelangelo         | Ona je sexy             | Tomaž Borsan         | Tomaž Borsan, D. Močnik, Tokac             | Tomaž Borsan                |
| 10. | Tomaž Domicelj       | Afrika, mama Afrika     | Tomaž Domicelj       | Tomaž Domicelj                             | Tomaž Domicelj              |
| 11. | Damjana              | Daj mi ljubezen nazaj   | Karel Novak          | Damjana Golavšek                           | Karel Novak, Blaž Jurjevčič |
| 12. | Čudežna polja        | Nono Valentino          | Slavko Kovačič       | Gorazd Elvič                               | Oto Pestner                 |
| 13. | Malibu               | Valentina               | Danilo Kocjančič     | Drago Mislej                               | Marino Legovič              |
| 14. | Agropop              | Kje si nocoj            | Aleš Klinar          | Aleš Klinar                                | Aleš Klinar, Sašo Fajon     |

### Nagrade
Nagrado občinstva, o kateri so odločali glasovi občinstva na Titovem trgu in poslušalcev 8 slovenskih radijskih postaj, so prejeli Faraoni (Mi ljudje smo kot morje), nagrado strokovne žirije pa Majda Arh (Oprosti mi).
Žirija se je odločila podeliti tudi posebno nagrado, ki je prvotno ni nameravala podeliti. Prejel jo je Janez Bončina - Benč za besedilo pesmi Abraham.

## Mladi MMS
Mladi MMS sta vodila Patrik Greblo in Lorella Flego. V spremljevalnem programu so nastopili Avia Band, Chateau in Aleksander Jež. Tekmovanje je potekalo v dveh kategorijah. V kategoriji do 14 let je občinstvo za zmagovalca izbralo Maksima Vergana (Male miške), v kategoriji nad 14 let pa Sanjo Mlinar (Sončno dekle). Slednja je bila tudi skupna zmagovalka MMS-a mladih po mnenju strokovne žirije.
| #   | Izvajalec                               | Naslov pesmi            | Avtorji                                   |
| --- | --------------------------------------- | ----------------------- | ----------------------------------------- |
| 1.  | Maksim Vergan (Škofije)                 | Male miške              | Aleš Lavrič/R. Matika, I. Vergan/Lavrič   |
| 2.  | Nino Kozlevčar in Pinocchio (Ljubljana) | Vsi za enega, en za vse | Tomaž Kozlevčar/Dare Hering/Kozlevčar     |
| 3.  | Mojca Pavlič in Eva Filej (Novo mesto)  | Počitnice               | J. Lipičnik/M. Božič/Lipičnik             |
| 4.  | Lara Baruca (Koper)                     | Sanje                   | Adriano Baruca/Lara Baruca/A. Baruca      |
| 5.  | Jaroslav Jelovec (Ljubljana)            | Mali voluharji          | Tomaž Domicelj                            |
| 6.  | Karmen Plazar                           | Reši me, sobota         | B. Rošker/Metka Ravnjak-Jauk/Danilo Ženko |
| 7.  | Maja Štraus (Maribor)                   | Morske zvezde           | Edvin Fliser/Metka Ravnjak-Jauk           |
| 8.  | Sanja Mlinar (Velenje)                  | Sončno dekle            | Edvin Fliser/D. Mlinar                    |
| 9.  | Rok in Jure Lopatič (Cerklje ob Krki)   | Na morje                | R. Lopatič/M. Horvat/Lopatič              |
| 10. | Maja Trampuž (Sežana)                   | Pesem ljubezni          | M. Vardjan/Z. Sever/M. Trampuž            |
| 11. | Skupina Magic (Sevnica)                 | Modro morje             | Z. Košir/V. Bon-Revinšek                  |
| 12. | Daniela Cartl (Ptuj)                    | Svilene ptice           | D. Cartl, A. Slanič/D. Cartl              |
| 13. | Ramona Babošek (Maribor)                | Daj mi rock'n'roll      | Edvin Fliser/Metka Ravnjak-Jauk           |

## Mednarodni tekmovalni večer
VI. mednarodni večer je potekal 7. julija v novogoriški Perli. Povezovali so ga Mišo Zaletel (z Radia Koper), Marco Balestri in Canelle. Nastopilo je 12 izvajalcev iz tujine in dva iz Slovenije, potegovali pa so se za naslov »Grand Prix Hit Perla '94«.
| #   | Izvajalec                             |
| --- | ------------------------------------- |
| 1.  | Paul Harrington in Charlie McGettigen |
| 2.  | Edyta                                 |
| 3.  | Baraonna (I giardini d'Alhambra)      |
| 4.  | Jo Squillo                            |
| 5.  | Alexis (Close to heaven)              |
| 6.  | Chocolate la Verona                   |
| 7.  | Styrina                               |
| 8.  | Chris White                           |
| 9.  | Sophia                                |
| 10. | Eva Fekete                            |
| 11. | Chris & Moira                         |
| 12. | Severina                              |
| 13. | Helena Blagne                         |
| 14. | Pop Design                            |

Nastopiti bi morala tudi italijanska pevka Fiordaliso, a je nastop zaradi prenizkega honorarja odpovedala. Zmagali so Baraonna (o zmagovalcu je odločala 11-članska mednarodna strokovna žirija, ki ji je predsedoval Zlatko Klun). Druga je bila Alexis, tretja pa Chris & Moira.